# Alexius Molitor
Alexius Molitor, geboren als Johannes Adamus Müller (* 19. November 1730 in Hilders-Simmershausen, Rhön; † 16. Juni 1773 in Mainz) war ein deutscher Augustiner-Pater und Komponist von Kirchenmusik im Übergang vom Spätbarock zur Vorklassik. Er gilt als der bedeutendste Augustiner-Musiker in Mainz.

## Leben
Alexius Molitor war der älteste Sohn des Johann Adam Müller und der Susanna Fleck im Rhön-Dorf Simmershausen (heute ein Ortsteil von Hilders); das Ehepaar hatte sechs Kinder. Im Alter von 13 Jahren (1743) kam Alexius an das von den Augustinern geführte Johann-Philipp-von-Schönborn-Gymnasium in Münnerstadt, wo seinerzeit die Kirchenmusik einen sehr hohen Stellenwert hatte, und war dort Schüler von Georg Joachim Johann Hahn. Hier studierte er bis 1748 und begann noch im selben Jahr sein Noviziat im Augustinerkonvent von Oberndorf am Neckar, wo er den Ordensnamen Alexius annahm und seinen Nachnamen endgültig latinisierte. Ab 1749 studierte er zwei Jahre lang Philosophie in Konstanz oder in Freiburg im Breisgau. Danach ging er nach Mainz und studierte an der Mainzer Universität Theologie und Kanonistik.
Recht bald zeigte sich Alexius’ musikalische und schauspielerische Begabung. Schon als Novize in Oberndorf wird er als Komponist bezeichnet, später in Mainz als Komponist und ab 1761 auch als Chorleiter an der Augustinerkirche (Rector Chori Musici Mainz). Obwohl er von 1752/1755 bis zu seinem Tod (1773) ausschließlich in Mainz lebte und wirkte, war sein Name weit bekannt und seine Kompositionen breit gestreut. Seine Manuskripte finden sich heute verteilt in Fulda, Ebrach, Weyarn über Konstanz und Ottobeuren bis Einsiedeln.

## Werke
Von der Vielzahl seiner Kompositionen sind bis heute nur noch 18 Messen, zwei Requiem, zwei Oratorien, ein Offertorium, ein Alma Mater, eine Motette und ein Te Deum erhalten geblieben. Ein Requiem wurde Jahre nach seinem eigenen Ableben anlässlich des Todes von Kaiser Josef II. (1790) im Frankfurter Dom aufgeführt.